# Šaban Sejdi
Šaban Sejdi (Skopje, Macedonia, Yugoslavia, 6 de mayo de 1959) es un deportista yugoslavo retirado especialista en lucha libre olímpica donde llegó a ser medallista de bronce olímpico en Moscú 1980.

## Carrera deportiva
En los Juegos Olímpicos de 1980 celebrados en Moscú ganó la medalla de bronce en lucha libre olímpica de pesos de hasta 68 kg, tras el luchador soviético Saipulla Absaidov (oro) y el búlgaro Ivan Yankov (plata). Cuatro años después, en las Olimpiadas de Los Ángeles 1984 volvió a ganar la medalla de bronce, en esta ocasión en la modalidad de pesos de hasta 74 kg.